# Vladimír Jiránek
Vladimír Jiránek (6. června 1938 Hradec Králové – 6. listopadu 2012 Praha) byl český karikaturista, ilustrátor, kreslíř, scenárista a režisér animovaných filmů. Charakteristickou je pro něj jednoduchá linka. Mezi jeho nejznámější díla patří Bob a Bobek – králíci z klobouku.

## Život
Patřil mezi první absolventy přeloučského gymnázia. Od roku 1956 žil v Praze. V roce 1962 absolvoval na pražské Filozofické fakultě Univerzity Karlovy žurnalistiku, ale po celý život působil jako kreslíř a ilustrátor na volné noze. V 60. letech 20. století byl členem skupiny Polylegran. V roce 1990 byl jedním ze zakládajících členů České unie karikaturistů (ČUK). Mezi časopisy, se kterými spolupracoval, patří: Dikobraz, Krkonoše, Literární noviny, Mladý svět, Melodie, Technický magazín, Živa, Nový Dikobraz, KUK, ŠKRT, Podvobraz ad. Je také autorem obrázků v počítačové hře Expedice na divnou planetu pro počítače Sinclair ZX Spectrum.
Od roku 1990 se věnoval zejména politické karikatuře, v 80. letech byla častým námětem jeho kreseb ekologie a životní prostředí. Jeho kreslené vtipy na aktuální témata bylo možno vidět v Lidových novinách, Mladé frontě DNES, v Hospodářských novinách, v časopise Reflex a na internetových stránkách Neviditelného psa.
Jiránkovy kresby zdobí i rodný dům Sigmunda Freuda v Příboře, stylizovaná podoba Sigmunda Freuda se totiž často objevuje v jeho kresbách jako prototyp psychiatra či psychologa. Jméno „Jiránek“ nese planetka (17694) 1997 ET1 objevená v roce 1997.
Zemřel v noci z 6. na 7. listopadu 2012.

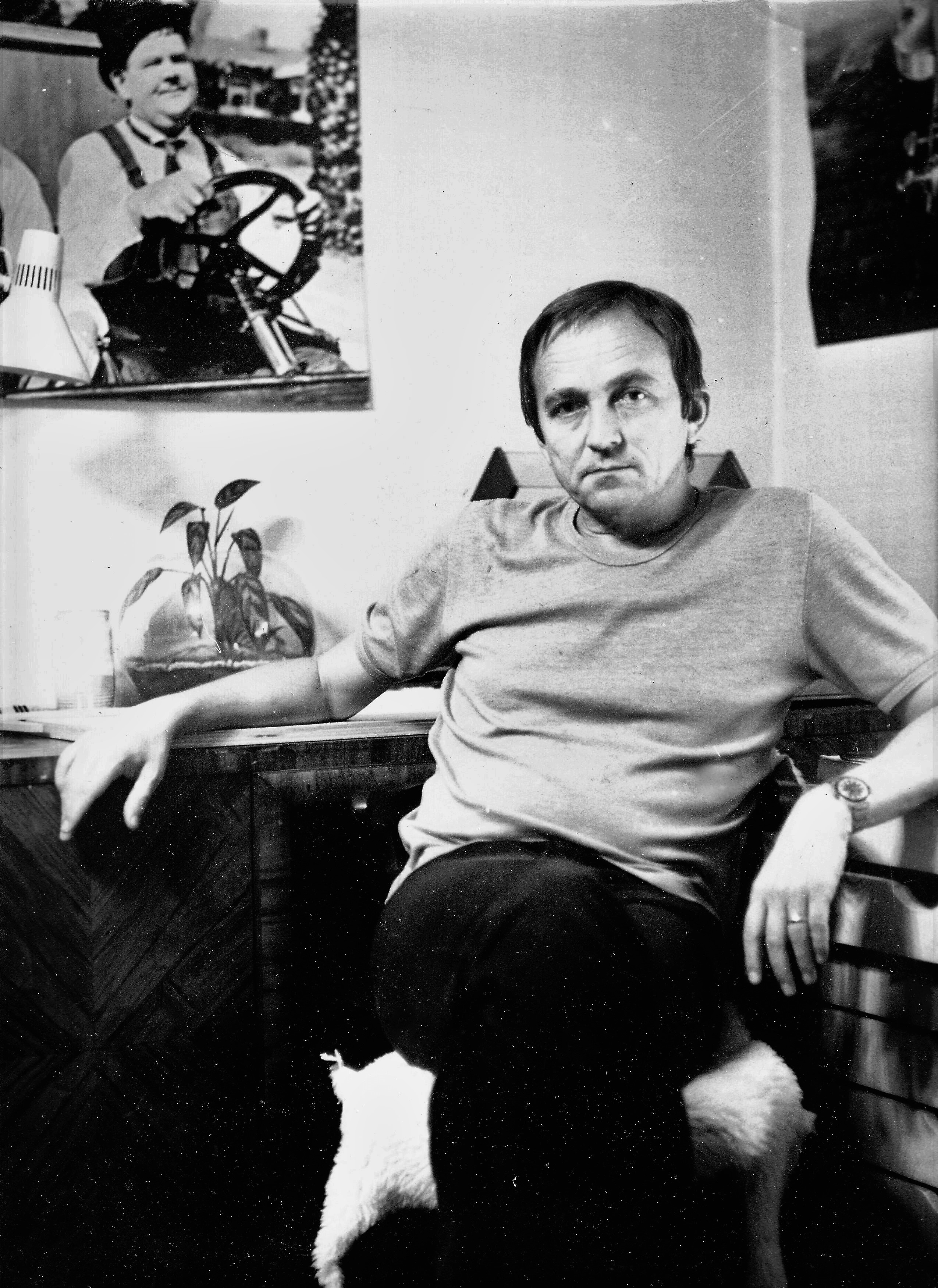
Vladimír Jiránek ve svém pražském bytě, pol. 80. let 20. století, fotografie Tomáš Fassati

## Filmografie
- Automatic (1973)
- Pivo přes ulici (1974)
- Dobré jitro, Výlet, ŠŠŠ (1975)
- Děkujeme pánové (1976)
- Co jsme udělali slepicím (1977)
- Hokej je hra (1978)
- Zpráva o stavu civilizace (1981)

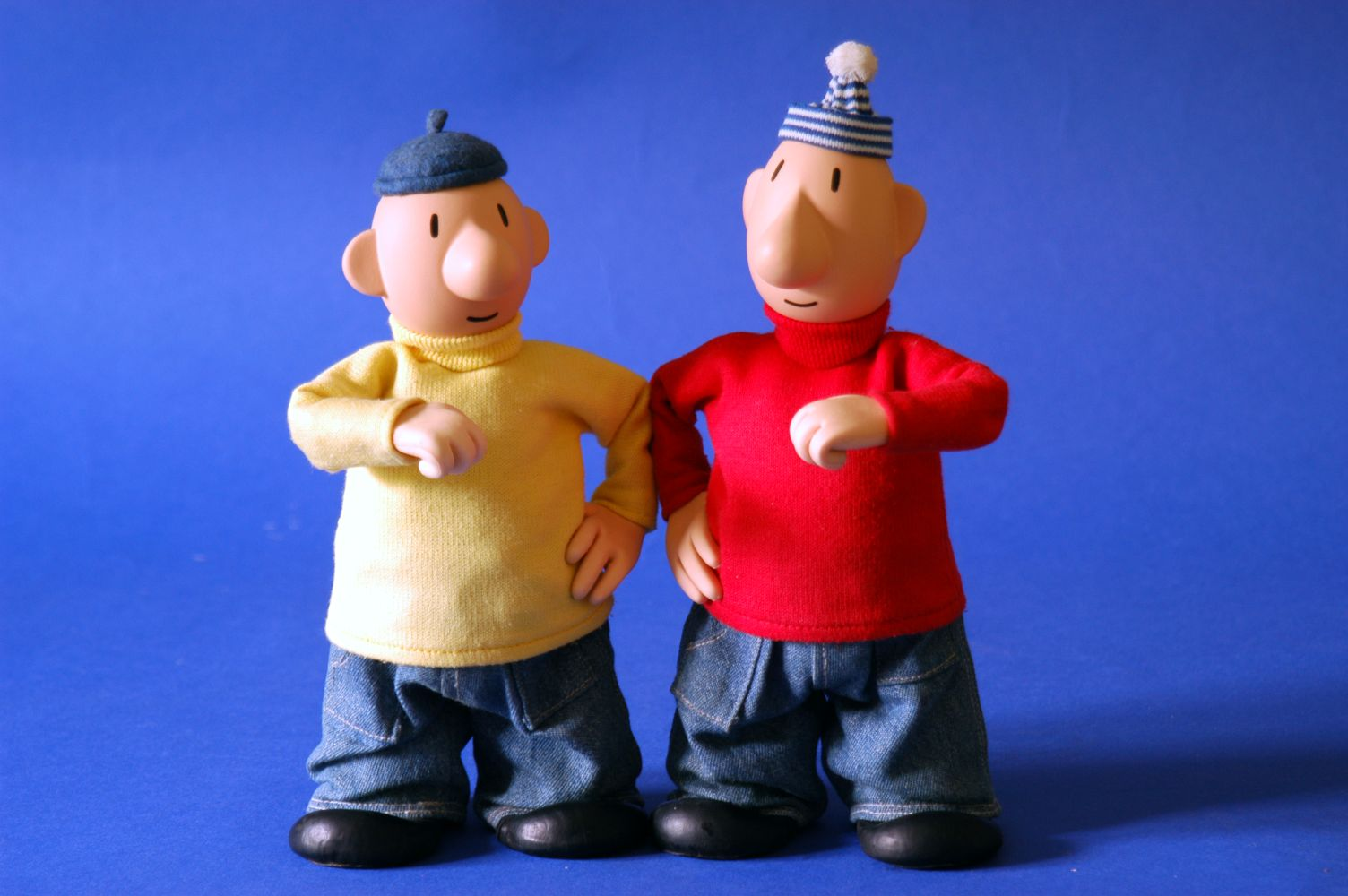
Fotografie loutek Pata a Mata vysokých 20 cm

- Srdečný pozdrav ze zeměkoule (1981) - animované vložky
- Zpráva o medvědech (1983)
- Olympijský oheň (1984)
- Jam-session (1985)
- Computerland (1987)
- Bob a Bobek – králíci z klobouku
- Pat a Mat

## Knihy
- Anekdoty o civilizaci  – Lidové nakladatelství, 1977
- Jak je tomu u lidí  – Práce, 1983
- Humor a psychoanalýza  – 1984
- Běžte a milujte se!  – Mladá fronta, 1987
- Knížka pro snílky  – Československý spisovatel, 1989
- Události  – Československý spisovatel, 1990
- Všichni jsme demokrati  – 1992
- Omilovánky aneb máme se rádi  – Kdo je kdo, 1995
- Doktorská knížka  – AZ servis Praha, 1997
- Hamleti, klauni a ti druzí  – 1997
- Zakázaný Jiránek  – 1998
- Knížka pro blázny  – Paseka, 2006, ISBN 80-7185-807-2
- Klikni si  – Mladá fronta, 2007, ISBN 978-80-204-1438-0
- Knížka pro knihomoly  – Paseka, 2007, ISBN 978-80-7185-834-8
- 8 příběhů o lásce a manželství  – Paseka, 2007, ISBN 978-80-7185-818-8
- O lásce  – Fragment, 2008, ISBN 978-80-253-0650-5
- O sexu  – Fragment, 2008, ISBN 978-80-253-0635-2
- Člověk za volantem  – Gallery, 2009, ISBN 978-80-86990-81-1
- Antivirová knížka – Grisoft, nedatováno
- Bob a Bobek v létajícím klobouku – Albatros, 2003
- Bob a Bobek – Albatros, 2005
- Pat a Mat dokážou všechno (společně s Lubomírem Benešem a Pavlem Sýkorou) – Albatros, 2006, ISBN 80-00-02003-3
- Bob a Bobek, králíci z klobouku (společně s Jaroslavem Pacovským a Jiřím Šebánkem) – Albatros, 2008, ISBN 978-80-00-02129-4

## Ocenění
- 1988 – čestný titul HUDr. (Doctor humoris causa)[8]
- 1998 – cena Karla Poláčka v kategorii "Humor moudrých"
- 2005 – medaile Za zásluhy  II. stupeň (udělena prezidentem republiky)
- 2009 – Řád Bílé opice (ocenění České unie karikaturistů)